# Законы Вревского
Законы Вревского — законы, предложенные Михаилом Степановичем Вревским, описывающие зависимость состава равновесных жидкой и паровой фаз двойных систем от температуры (давления). Основываются на общих термодинамических соотношениях, устанавливающих условия равновесия в двухфазных системах, частным случаем которых является равновесие жидкость — пар. При выводе законов Вревского сделан ряд допущений, в частности предполагается, что поведение газовой фазы близко к поведению идеального газа. Поэтому законы Вревского справедливы только для области температур и давлений, значительно удалённой от критической точки равновесия жидкость — пар в данной системе.

## Первый закон Вревского
При данном составе жидкой фазы равновесная с ней газовая фаза с увеличением температуры (давления) обогащается тем компонентом, для которого больше парциальная мольная теплота испарения. Приближённо вместо парциальной мольной теплоты испарения данного компонента можно использовать теплоту испарения чистого вещества.

## Второй закон Вревского
В азеотропной смеси с максимумом на изотерме зависимости общего давления от состава (минимумом на изобаре температур кипения) при повышении температуры (давления) возрастает концентрация компонента с большей парциальной мольной теплотой испарения. В азеотропной смеси с минимумом общего давления (максимумом температуры кипения) при повышении температуры (давления) возрастает концентрация компонента с меньшей парциальной мольной теплотой испарения. Этот закон особенно важен при разработке процессов азеотропной ректификации.

## Третий закон Вревского
При изменении температуры в системах, для которых на кривой зависимости общего давления от состава имеется максимум (на кривой температур кипения — минимум), состав пара, находящегося в равновесии с раствором постоянного состава, и состав азеотропной смеси изменяются в одном направлении (вдоль линий АВ и LM на рис. а); если же кривая общего давления имеет минимум (кривая температур кипения — максимум), то при изменении температуры состав пара, находящегося в равновесии с раствором постоянного состава, и состав азеотропной смеси изменяются в противоположных направлениях (вдоль линий АВ и LM на рис. б).
Законы были сформулированы М. С. Вревским в 1911 году на основе экспериментальных исследований и широко используются при разработке процессов разделения жидких смесей и очистки веществ.